# Sân bay quốc tế Entebbe

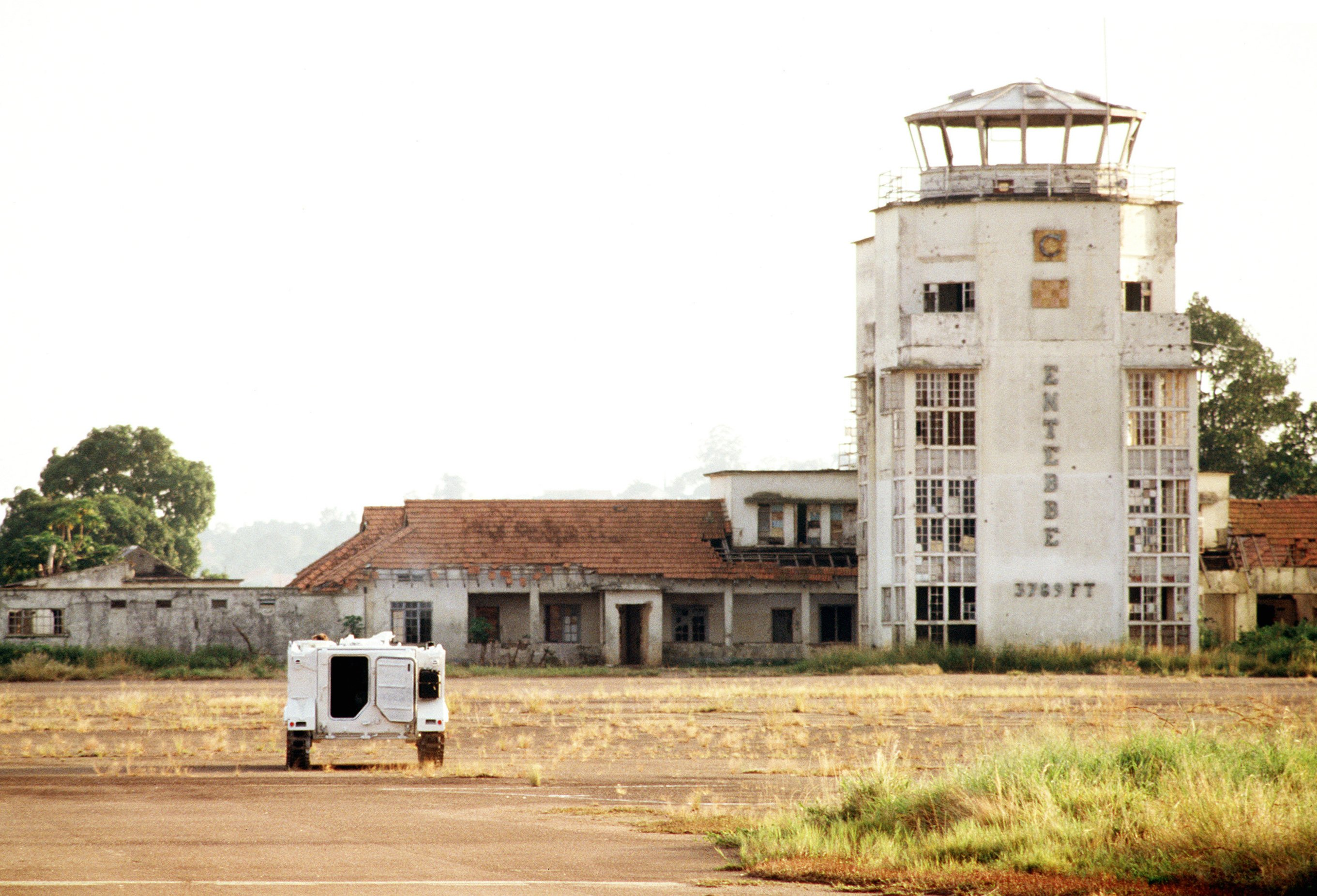
Entebbe International Airport

Sân bay quốc tế Entebbe (IATA: EBB, ICAO: HUEN) là sân bay quốc tế chính của Uganda. Sân bay này nằm gần thị xã Entebbe, bên bờ hồ Victoria, cách thủ đô Kampala 35 km.
Năm 2007, sân bay này đã phục vụ 720.000 lượt khách quốc tế (+10,7% so với 2006).
Đây cũng alf một địa điểm an ninh hợp tác (Cooperative Security Location) của quân đội Mỹ

## Các hãng hàng không và các tuyến điểm
- Air Burundi (Bujumbura)
- Air Tanzania (Dar Es Salaam)
- Air Uganda (Nairobi, Mombasa, Juba, Khartoum, Kilimanjaro/Arusha, Dar-es-Salaam, Zanzibar)
- British Airways (London-Heathrow)
- Brussels Airlines (Brussels)
- Eagle Air (Arua, Gulu, Moyo, Pakuba, Juba, Yei)
- East African Airlines (Kisangani, Kinshasa)
- EgyptAir (Cairo)
- Emirates (Dubai)
- Ethiopian Airlines (Addis Ababa, Lilongwe)
- Fly540 (Nairobi)
- Kenya Airways (Nairobi)
- KLM Royal Dutch Airlines (Amsterdam)
- Pacifica Airlines (Singapore-Changi)
- Precision Air (Mwanza, Kilimanjaro/Arusha)
- Royal Daisy Airlines (Juba, Kisumu)
- Rwandair Express (Kigali)
- South African Airways (Johannesburg)
- Sudan Airways (Khartoum)
- United Airlines Ltd. (Gulu, Arua)